# Milka Jauk-Pinhak
Milka Jauk-Pinhak (Skrad, 14. prosinca 1939. – Zagreb, 5. veljače, 2013.) indologinja, jedna od začetnica hrvatske indologije i zagrebačke orijentalistike.

## Karijera
Godine 1963. diplomirala je francuski i njemački na Filozofskom fakultetu u Zagrebu, a još za vrijeme studija zainteresirala se za indoeuropsku lingvistiku. Bila je suradnica prof. Radoslava Katičića kod kojeg je samoinicijativno slušala sanskrt i druge opće lingvističke i indoeuropeističke kolegije. Poslije njegova odlaska u Beč bila je pročelnica odsjeka i šefica Katedre za indologiju u više mandata. Uža područja bavljenja su joj bili vedski jezik, povijest indijskih jezika (posebno prakrti), staro indijsko jezikoslovlje, povijest indologije (posebno Filip Vezdin) i orijentalistike, veze Istoka i Zapada i hindski. Bila je jedan od pionira hrvatske indologije i zagrebačke orijentalistike još od 1961. godine, kada je na Filozofskom fakultetu u Zagrebu osnovan studij indologije. Od 1963. radila je kao asistentica na Katedri za indologiju Filozofskog fakulteta, doktorirala je 1976., a 1977. izabrana je za docenta za indologiju.
Dala je ozbiljne priloge staroindijskoj tvorbi riječi, bavila se i gramatičkim opisom hindskoga jezika. Objavila je vrijedne radove o tradiciji indijske gramatike i njezine teorije. Bavila se poviješću orijentalnih studija i njihovim mjestom u kulturnoj povijesti Europe. Posebno se zanimala za autora prve sanskrtske gramatike u Europi, Filipa Vezdina, i njegov pionirski rad u indoeuropeistici. Održavala je predavanja za širu javnost, pripremila mnoge emisije na temu indologije i surađivala u enciklopedijskim izdanjima Leksikografskog zavoda.
Godine 1994. – 1998. bila je prodekanica za nastavu na Filozofskome fakultetu Sveučilišta u Zagrebu. G. 1994. utemeljila je Katedru za hungarologiju i bila voditelj studija hungarologije
Od 1990. godine je članica suradnica Hrvatske akademije znanosti i umjetnosti u Razredu za filološke znanosti. Bila je tajnica Odbora za orijentalistiku Razreda za filološke znanosti od njegova osnivanja. Aktivno je sudjelovala u izradi Deklaracije o znanju Hrvatske akademije znanosti i umjetnosti.